# Masbagik Utara
Masbagik Utara is een bestuurslaag in het regentschap Oost-Lombok van de provincie West-Nusa Tenggara, Indonesië. Masbagik Utara telt 11.577 inwoners (volkstelling 2010).